# Sepp Piontek
Josef ("Sepp") Piontek (Breslau, 5 maart 1940) is een voormalig Duitse voetballer en trainer.

## Loopbaan

### Als speler
Piontek werd geboren in Breslau, maar na de verdrijving vestigde hij zich met zijn familie in het noordwesten van Duitsland. Hij begon zijn carrière bij de jeugd van Germania Leer en maakte in 1960 de overstap naar het grote Werder Bremen, waarmee hij een jaar later al de DFB-Pokal mee won. In 1965 werd hij met Bremen kampioen en werd daardoor ook opgeroepen voor het nationale elftal, waarvoor hij slechts zes wedstrijden speelde. In 1968 werd Bremen nog vicekampioen en hij bleef er zijn hele verder carrière tot 1972.

### Als trainer
Na zijn spelerscarrière werd hij trainer en hij begon bij Bremen. Na drie jaar trok hij naar Fortuna Düsseldorf, maar werd hier na één seizoen ontslagen. Nadat hij twee jaar lang het Haïtiaanse elftal trainde keerde hij in 1978 terug naar Duitsland om bij St. Pauli aan de slag te gaan. In 1979 mocht hij dan aan de slag als bondscoach van Denemarken nadat hij aanbevolen was door Hermann Neuberger, voorzitter van de voetbalbond. De Deense bond speelde vrijwel uitsluitend met spelers uit de eigen competitie en liet spelers die in het buitenland actief waren links liggen. Piontek veranderde dit en reisde twee keer per jaar door Europa om Deense spelers aan het werk te zien in de buitenlandse competities. Dit luidde een van de meest succesvolle periodes in voor de Denen. Maar liefst zes spelers van Ajax uit Amsterdam werden van 1979 tot en met 1984 geselecteerd: Frank Arnesen, Soren Lerby, Henning Jensen, Sten Ziegler, Jesper Olsen en Jan Molby.
Piontek leidde de Denen naar het EK 1984 in Frankrijk, en hield zo de Engelsen thuis. De nationale ploeg werd tweede in haar groep, achter thuisland Frankrijk, en ging naar de halve finales waar de Denen na strafschoppen verloren van Spanje. Twee jaar later ging Denemarken voor het eerst naar het WK. Hier versloegen de Denen zowaar de Duitsers, waarmee Piontek naast Georg Buschner de enige Duitse bondscoach van een ander elftal is dat de Duitsers kon verslaan in een wedstrijd met inzet. Denemarken bereikte ook hier de tweede ronde, maar wederom was Spanje de boosdoener. Twee jaar later plaatste het land zich opnieuw voor het EK, maar ging er nu in de groepsfase uit. In 1990 werd hij na elf jaar dienst bedankt voor bewezen diensten toen hij er niet in was geslaagd om het land naar het WK te leiden. Hij werd opgevolgd door Richard Møller Nielsen.
Van 1990 tot 1993 werd hij bondscoach van Turkije en in 1993 trainde hij parallel daarmee ook Bursaspor. In 1995 keerde hij weer naar Denemarken, waar hij Aalborg BK ging trainen en in 1997 Silkeborg. Hij beëindigde aanvankelijk zijn carrière in 1999, maar werd een jaar later toch trainer van Groenland tot 2002 toen hij definitief stopte.

## Persoonlijk
Piontek woont met zijn Deense vrouw op het eiland Funen en heeft een dochter, die in 1985 geboren werd.